# Donavan Brazier
Donavan Brazier, född 15 april 1997, är en amerikansk medeldistanslöpare.
Vid Världsmästerskapen i friidrott 2019 tog Brazier guld på 800 meter. Han sprang på tiden 1.42,34 som blev ett nytt mästerskapsrekord.